# Nestares
Nestares – gmina w Hiszpanii, w prowincji La Rioja, w La Rioja, o powierzchni 21,61 km². W 2011 roku gmina liczyła 79 mieszkańców.